# 执行作战和重大任务纪念章
执行作战和重大任务纪念章是中华人民共和国中央军事委员会根据2010年5月4日修订的《中国人民解放军纪律条令》第七十五条规定设立、并于2011年8月1日起启用的纪念章，分为两种。

## 授予原则
颁发给执行中央军事委员会赋予的作战、抢险救灾、反恐维稳、处置突发事件等重大军事行动任务的军官、文职干部和士兵。该纪念章的具体名称和颁发范围，由总政治部拟定并报中央军事委员会批准。

## 图案
|                         |                         |
| 执行重大任务纪念章/略章 | 执行作战任务纪念章/略章 |